# Yoriko Shono
Yoriko Shono (笙野 頼子, Shono Yoriko), née le 16 mars 1956, est une écrivaine japonaise qui décrit son œuvre comme étant 'avant-pop'.

## Biographie
Yoriko Shono (nom véritable Yoriko Ishikawa) est née à Yokkaichi, préfecture de Mie. Elle grandit à Ise et étudie à la faculté de droit de l'université de Ritsumeikan à Kyoto. Elle commence à écrire alors qu'elle est à l'université, et fait ses débuts avec l'histoire Gokuraku (極楽) en 1981, mais ne publie plus jusqu'à la parution de Nani mo Shitenai (なにもしてない) en 1991, qui remporte le Prix Noma pour les nouveaux écrivains. Elle attire vraiment l'attention en 1994 quand son histoire Ni Hyaku Kaiki (二百回忌) remporte le prix Yukio Mishima, et une autre histoire, Time Slip Kombinat (タイムスリップ・コンビナート)  gagne le prix Akutagawa la même année. En remportant ces trois prix, elle devient connue sous le nom « vainqueur de la triple couronne du prix des nouveaux écrivains », qu'elle est actuellement la seule écrivain à avoir remporté. Elle est lauréate du Prix Noma en 2014 pour Mitōbyōki kōgenbyō kongōsei ketsugōsoshikibyō no (未闘病記――膠原病、『混合性結合組織病』の).

## Œuvres (sélection)
- Gokuraku (極楽) (1981)
- Nani mo Shitenai (なにもしてない) (1991)
- Ni Hyaku Kaiki (二百回忌) (1994)
- Time Slip Kombinat (タイムスリップ・コンビナート) (1994)
- Haha no Hattatsu (母の発達) (1996)
- Yūkai Morimusume Ibun (幽界森娘異聞) (2001)
- Suishōnai Seido (水晶内制度) (2003)
- Mitōbyōki kōgenbyō kongōsei ketsugōsoshikibyō no (未闘病記――膠原病、『混合性結合組織病』の)